# Championnat d'Italie de football 1923-1924

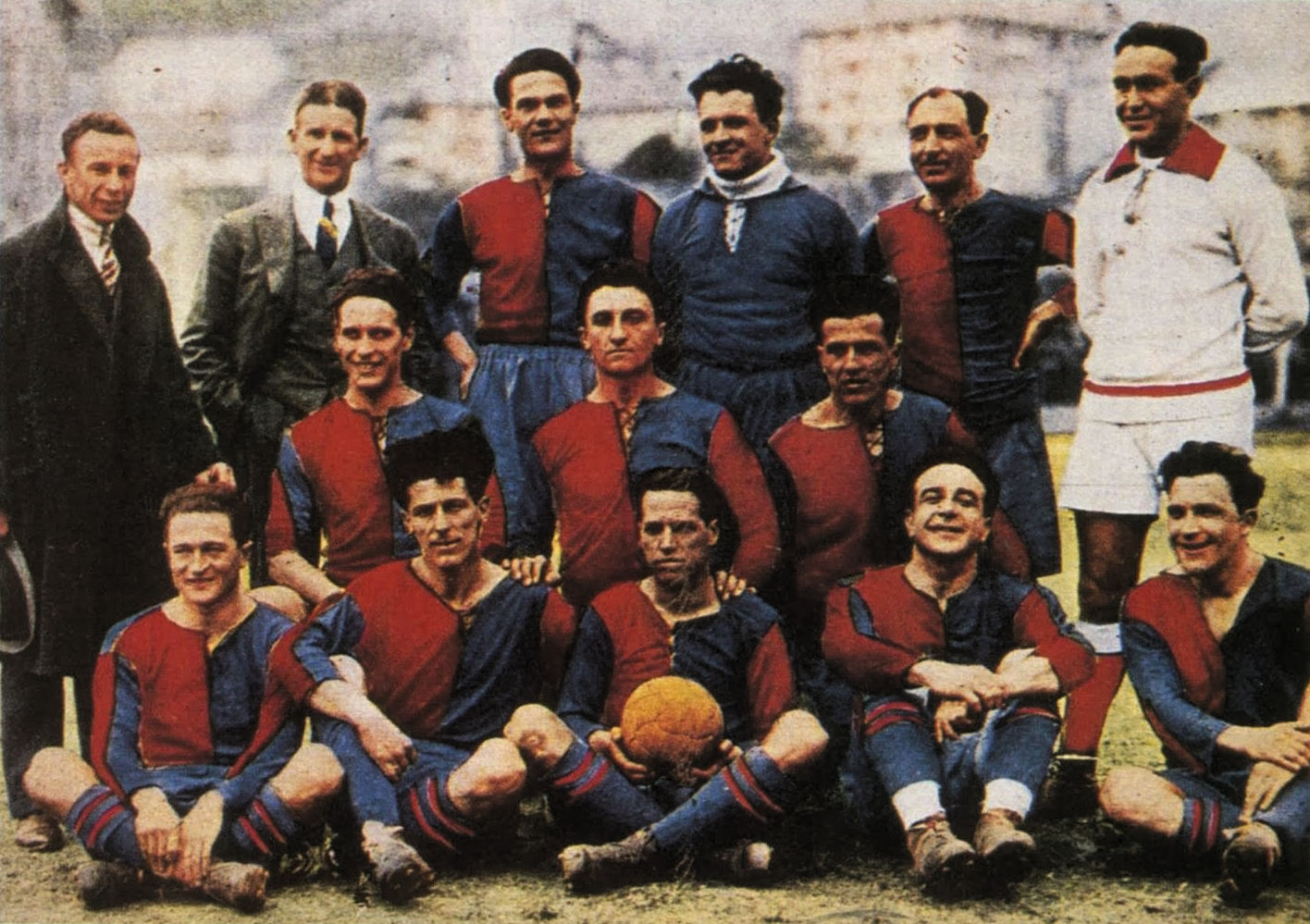
L'équipe 1923-1924 de Genoa

Le Championnat d'Italie de football 1923-1924 est la vingt-quatrième édition du championnat d'Italie. Le titre est remporté par le Genoa Cricket and Football Club. 

## Phase régionale

### Ligue du Nord

#### Groupe A
|  |     | Classement Ligue du Nord - Groupe A | Pts | J  | G  | N | D  | Bp | Bc |
|  | --- | ----------------------------------- | --- | -- | -- | - | -- | -- | -- |
|  | 1.  | Genoa Cricket and Football Club     | 33  | 22 | 14 | 5 | 3  | 50 | 13 |
|  | 2.  | Calcio Padova                       | 29  | 22 | 12 | 5 | 5  | 36 | 18 |
|  | 3.  | Football Club Internazionale Milano | 27  | 22 | 11 | 5 | 6  | 31 | 25 |
|  | 3.  | Unione Sportiva Livorno             | 27  | 22 | 12 | 3 | 7  | 33 | 30 |
|  | 5.  | Alessandria Calcio                  | 26  | 22 | 10 | 6 | 6  | 38 | 23 |
|  | 5.  | Foot-Ball Club Juventus             | 26  | 22 | 11 | 4 | 7  | 37 | 27 |
|  | 7.  | Modène Football Club                | 23  | 22 | 8  | 7 | 7  | 35 | 30 |
|  | 8.  | Casale Calcio                       | 22  | 22 | 10 | 2 | 10 | 25 | 34 |
|  | 9.  | Ginnastica Sampierdarenese          | 18  | 22 | 9  | 0 | 13 | 21 | 32 |
|  | 10. | Foot Ball Club Brescia              | 13  | 22 | 5  | 3 | 14 | 17 | 39 |
|  | 11. | Foot Ball Club Novara               | 12  | 22 | 4  | 4 | 14 | 22 | 41 |
|  | 12. | SEF Virtus Bologna                  | 8   | 22 | 3  | 2 | 17 | 13 | 46 |

- Genoa qualifié pour la finale de la Ligue du Nord.
- Novara se maintient après avoir gagné le barrage promotion-relégation face à une équipe de D2.
- Virtus Bologna est relégué puis est dissous pour irrégularité.

#### Groupe B
|  |     | Classement Ligue du Nord - Groupe B    | Pts | J  | G  | N | D  | Bp | Bc |
|  | --- | -------------------------------------- | --- | -- | -- | - | -- | -- | -- |
|  | 1.  | Bologna Football Club                  | 31  | 22 | 13 | 5 | 4  | 41 | 18 |
|  | 2.  | Foot Ball Club Torino                  | 30  | 22 | 12 | 6 | 4  | 43 | 22 |
|  | 3.  | US Pro Vercelli                        | 28  | 22 | 11 | 6 | 5  | 46 | 23 |
|  | 4.  | Hellas Vérone                          | 23  | 22 | 8  | 7 | 7  | 43 | 35 |
|  | 4.  | AC Legnano                             | 23  | 22 | 9  | 5 | 8  | 28 | 25 |
|  | 6.  | US Cremonese                           | 22  | 22 | 9  | 4 | 9  | 25 | 30 |
|  | 6.  | Pisa Sporting Club                     | 22  | 22 | 7  | 8 | 7  | 26 | 35 |
|  | 8.  | Società Ginnastica Andrea Doria        | 19  | 22 | 6  | 7 | 9  | 27 | 27 |
|  | 8.  | Milan Football Club                    | 19  | 22 | 7  | 5 | 10 | 38 | 44 |
|  | 10. | SPAL Ferrara                           | 18  | 22 | 6  | 6 | 10 | 26 | 44 |
|  | 11. | Foot Ball Club Spezia                  | 17  | 22 | 7  | 3 | 12 | 16 | 35 |
|  | 12. | Unione Sportiva Dilettantistica Novese | 12  | 22 | 4  | 4 | 14 | 21 | 40 |

- Bologna qualifié pour la finale de la Ligue du Nord.
- La Spezia se maintient après avoir gagné le barrage promotion-relégation face à une équipe de D2.
- Novese est relégué en D2.

#### Finale de la Ligue du Nord
Aller
| 15 juin 1924 | Genoa | 1 - 0 | Bologna | Gênes                         |
|              |       |       |         | Spectateurs : ? Arbitrage : ? |

Retour
| 22 juin 1924 | Bologna | 0 - 2 | Genoa | Bologne                       |
|              |         |       |       | Spectateurs : ? Arbitrage : ? |

- Genoa est qualifiée pour la finale nationale face au vainqueur de la Ligue du Sud. Le résultat du match retour fut annulé à la suite d'incidents durant la partie. La FIGC annonça que le score du match était finalement 1-1.

### Ligue du Sud

#### Première phase de la Ligue du Sud

##### Championnat de Campanie
|    | Classement                           | Pts |
| -- | ------------------------------------ | --- |
| 1. | US Savoia                            | 19  |
| 2. | Foot-Ball Club Internazionale-Naples | 12  |
| 3. | SS Cavese                            | 11  |
| 4. | Ilva Bagnolese                       | 10  |
| 5. | US Juve Stabia                       | 6   |
| 6. | Salernitanaudax                      | 2   |

- Savoia et Internazionale-Naples sont qualifiés pour la seconde phase de la Ligue du Sud.
- Bagnolese et Juve Stabia ne prirent pas part au championnat suivant. Salernitana fut donc dans un premier temps relégué puis repêché.

##### Championnat du Latium
|    | Classement                  | Pts |
| -- | --------------------------- | --- |
| 1. | Alba                        | 16  |
| 2. | SS Lazio                    | 15  |
| 3. | Fortitudo                   | 15  |
| 4. | Tivoli                      | 8   |
| 5. | US Romana                   | 6   |
| 6. | Club Riuniti Juventus Audax | 0   |

- Alba est qualifié pour la seconde phase de la Ligue du Sud.
- La Lazio est qualifié pour la seconde phase après sa victoire en match de barrage contre Fortitudo joué le 4 mai 1924 à Rome. Victoire de la Lazio deux buts à zéro.
- Tivoli préfère descendre en deuxième division pour la saison suivante.
- L'US Romana fusionne avec Pro Roma à l'issue du championnat.
- Juventus Audax fusionne avec Fortitudo à l'issue du championnat.

##### Championnat des Pouilles
|    | Classement         | Pts |
| -- | ------------------ | --- |
| 1. | Audace Taranto     | 16  |
| 2. | Ideale Bari        | 15  |
| 3. | Enotria Taranto    | 10  |
| 3. | Liberty Bari       | 10  |
| 5. | Pro Italia Taranto | 8   |
| 6. | US Foggia          | 1   |

- Audace Taranto et Ideale Bari qualifiés pour la seconde phase de la Ligue du Sud.
- Enotria Taranto renonce à participer au championnat suivant.
- Fogia est relégué en D2.

##### Championnat de Sicile
Aller
| 17 février 1924 | US Palerme | 2 - 1 | Unione Sportiva Messinese | Palerme                       |
|                 |            |       |                           | Spectateurs : ? Arbitrage : ? |

Retour
| 24 février 1924 | Unione Sportiva Messinese | 1 - 0 | US Palerme | Messine                       |
|                 |                           |       |            | Spectateurs : ? Arbitrage : ? |

Match d'appui
| 9 mars 1924 | Unione Sportiva Messinese | 2 - 3 | US Palerme | Messine                       |
|             |                           |       |            | Spectateurs : ? Arbitrage : ? |

- Palerme est qualifiée pour la seconde phase de la Ligue du Sud.

#### Seconde phase de la Ligue du Sud

##### Groupe A
|  |    | Classement  | Pts | J | G | N | D | Bp | Bc |
|  | -- | ----------- | --- | - | - | - | - | -- | -- |
|  | 1. | US Savoia   | 8   | 6 | 3 | 2 | 1 | 17 | 7  |
|  | 2. | SS Lazio    | 7   | 6 | 3 | 1 | 2 | 16 | 9  |
|  | 3. | Ideale Bari | 5   | 6 | 2 | 1 | 3 | 11 | 18 |
|  | 4. | Anconitana  | 4   | 6 | 2 | 0 | 4 | 4  | 14 |

- US Savoia est qualifié pour la finale de la Ligue du Sud.

##### Groupe B
|  |    | Classement                           | Pts | J | G | N | D | Bp | Bc |
|  | -- | ------------------------------------ | --- | - | - | - | - | -- | -- |
|  | 1. | Alba                                 | 8   | 6 | 3 | 2 | 1 | 16 | 9  |
|  | 2. | Audace Taranto                       | 8   | 6 | 3 | 2 | 1 | 12 | 10 |
|  | 3. | Foot-Ball Club Internazionale-Naples | 5   | 6 | 1 | 3 | 2 | 7  | 9  |
|  | 4. | US Palerme                           | 3   | 6 | 0 | 3 | 3 | 9  | 16 |

- Alba se qualifie pour la finale de la Ligue du Sud après sa victoire en match de barrage contre l'Audace Taranto. Le match fut joué le 15 juin 1924 à Naples et l'Alba s'imposa deux buts à zéro.

#### Finale de la Ligue du Sud
Aller
| 3 août 1924 | Savoia | 2 - 0 | Alba Roma | Torre Annunziata              |
|             |        |       |           | Spectateurs : ? Arbitrage : ? |

Retour
| 10 août 1924 | Alba Roma | 1 - 0 | Savoia | Rome                          |
|              |           |       |        | Spectateurs : ? Arbitrage : ? |

Match d'appuis
| 9 mars 1924 | Savoia | 2 - 0 par forfait | Alba Roma | Livourne                      |
|             |        |                   |           | Spectateurs : ? Arbitrage : ? |

- Savoia est qualifié pour la finale nationale face au vainqueur de la Ligue du Nord.

## Finale nationale
Aller
| 31 août 1924 | Genoa | 3 - 0 | Savoia | Gênes                         |
|              |       |       |        | Spectateurs : ? Arbitrage : ? |

Retour
| 7 septembre 1924 | Savoia | 1 - 1 | Genoa | Campo Oncino, Torre Annunziata |
|                  |        |       |       | Spectateurs : ? Arbitrage : ?  |

- Genoa remporte le championnat d'Italie 1923-1924.

## Effectif du Genoa
- Giovanni De Prà
- Daniele Moruzzi
- Renzo De Vecchi
- Ottavio Barbieri
- Luigi Burlando
- Ettore Leale
- Ettore Neri
- Enrico Sardi I
- Edoardo Catto
- Aristodemo Santamaria I
- Augusto Bergamino I
- Entraîneur : William Garbutt

## Classement des buteurs

### Ligue du Nord
- 22 buts : Heinrich Schönfeld (Foot Ball Club Torino)
- 15 buts : Adolfo Baloncieri (Allesandria)
- 15 buts : Angelo Schiavio (Bologna)
- 14 buts : Emilio Santamaria (Genoa)

### Ligue du Sud
- 19 buts : Fulvio Bernardini (SS Lazio)
- 16 buts : Bobbio (Savoia)